# Контаминация (лингвистика)
Контамина́ция (лат. contaminatio — смешение) в языкознании — возникновение нового выражения или формы (иногда — под влиянием народной этимологии) путём объединения элементов двух выражений или форм, чем-нибудь сходных. Помимо соединений в одно-двухходовые выражения или пословицы («Не плюй в колодец, вылетит — не поймаешь», «Баба с возу — и волки сыты», «Ум хорошо — а два сапога пара», «Куй железо, не отходя от кассы») контаминацией называют также соединение имён и слов (точнее корней), например, «Ф. Толстоевский» (Толстой и Достоевский), «трагикомический» (из трагический и комический) или «В Академии поэзии — в озерзамке беломраморном» (Игорь Северянин).